# Rundstempel

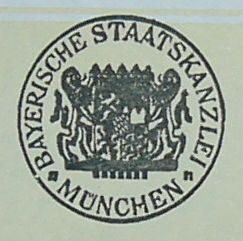
Rundstempel der Bayerischen Staatskanzlei

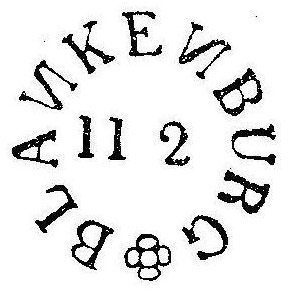
Historischer runder Poststempel

Ein Rundstempel ist ein Stempel mit kreisförmiger Umrandung. Häufig ist ein Schriftzug am inneren Rand angebracht. Behörden in Deutschland verwenden meist Rundstempel als Dienstsiegel, um Dokumente amtlich zu beglaubigen. Auch kreisförmige Poststempel (im engeren Sinne ohne Umrandung, im weiteren auch mit) werden traditionell als Rundstempel bezeichnet, neuerdings aber präziser als Kreisform- oder Kreisstempel.
In Deutschland führen öffentlich bestellte Sachverständige einen Rundstempel. Ob damit auch anderen Sachverständigen auf Grund des Gesetzes über den unlauteren Wettbewerb verboten wäre, Rundstempel zu verwenden, ist umstritten. Die Verwendung ist jedenfalls dann unzulässig, wenn der Stempel auf Grund seiner Aufschrift mit dem eines öffentlich bestellten Sachverständigen verwechselt werden kann.
Der zertifizierte und geprüfte Sachverständige nach DIN EN ISO/ IEC 17024, siehe auch § 36a Gewerbeordnung, ist europaweit gültig und darf auch den Rundstempel führen. Dieser Stempel ist durch die persönliche Zertifizierungsnummer – auf die zertifizierte Person abgestimmt.   
Rundstempel sind auch berufsrechtlich für Steuerberater und Steuerbevollmächtigte vorgesehen. Die Gestaltung und die Verwendung ist in der Verlautbarung der Bundessteuerberaterkammer zur Verwendung von Rundstempeln durch Steuerberater, Steuerbevollmächtigte, Steuerberatungs- und Partnerschaftsgesellschaften vom 15./16. September 2014 bestimmt.
Für Wirtschaftsprüfer und vereidigte Buchprüfer, die ein Berufssiegel nach § 48 WPO i. V. m. Siegel-VO führen, gilt allerdings das Verbot der siegelimitierenden Rundstempel. Das Siegel unterscheidet sich vom Rundstempel im Wesentlichen durch den Zackenrand, der dem Rundstempel fehlt.